# لين كينغ (حكم كركيت)
لين كينغ (بالإنجليزية: Len King)‏ هو حكم كركيت ‏ أسترالي، ولد في 30 نوفمبر 1941.

## وصلات خارجية
- لين كينغ على موقع إي آس بي آن كريك إنفو (الإنجليزية)